# Rudolf Lange
Den här artikeln handlar om den tyske SS-officeren Rudolf Lange, född 1910. För den svenske arkitekten född 1874 se Rudolf Lange (arkitekt).
Martin Franz Erwin Rudolf Lange, född 18 april 1910 i Weißwasser, död 23 februari 1945 i Poznań (tyska Posen), var en tysk promoverad jurist och SS-Standartenführer. I egenskap av chef för Sicherheitspolizei (Sipo) och Sicherheitsdienst (SD) i Riga var han i stor utsträckning ansvarig för förintelsen i Lettland. Från 1941 till 1944 var Lange befälhavare för Einsatzkommando 2 (EK 2) inom Einsatzgruppe A. Lange var en av deltagarna vid Wannseekonferensen den 20 januari 1942.
Rudolf Lange fick öknamnet "Lettlands blodhund".

## Biografi
Lange studerade rättsvetenskap vid Jena universitet. År 1932 lade han fram avhandlingen Das Direktionsrecht des Arbeitgebers och promoverades till juris doktor.
Lange var 1941–1944 befälhavare för Einsatzkommando 2 inom Einsatzgruppe A. Han var ansvarig för massmord på sammanlagt drygt 60 000 judar i Lettland, bland annat i Liepāja och Rumbula. Lange deltog vid Wannseekonferensen den 20 januari 1942 i egenskap av expert på massarkebuseringar.
I början av 1942 uttalade sig Lange om den slutgiltiga lösningen av judefrågan: ”Målet, som EK 2 inledningsvis anade, innebar en radikal lösning på judeproblemet genom avrättning av alla judar.”
Lange dog i Poznań (Posen) i februari 1945. Han antas ha stupat i samband med försvaret av staden, men det existerar även uppgifter om att han begick självmord.
I filmen Konspirationen (2001) som handlar om Wannseekonferensen porträtteras Rudolf Lange av Barnaby Kay.

## Befordringshistorik
| Rudolf Langes befordringshistorik inom | Rudolf Langes befordringshistorik inom |
| Datum                                  | Tjänstegrad                            |
| -------------------------------------- | -------------------------------------- |
| 6 juli 1938                            | Untersturmführer                       |
| 20 april 1940                          | Hauptsturmführer                       |
| 20 april 1941                          | Sturmbannführer                        |
| 9 november 1943                        | Obersturmbannführer                    |
| 1945                                   | Standartenführer                       |